# Piķurga
La Piķurga, ou Piķupe, Pitjurga, Smerdele ou Ulbroka, est un cours d'eau s'écoulant à Rīga, Ropaži et Salaspils en Lettonie.

## Présentation
La Piķurga commence dans la municipalité de Salaspils près de Piķurgām, traverse la paroisse de Stopiņi et la partie orientale de la ville de Riga puis se jette dans le lac Jugla dans le voisinage de Brekši.
Piķurga serpente et coule à travers une ancienne dépression de la plaine inondable du Daugava.
Les herbes aquatiques poussent dans de nombreux endroits. Les plus grands affluents de la Piķurga sont les fossés Dauguļupīte et Karātavi.

## Galerie

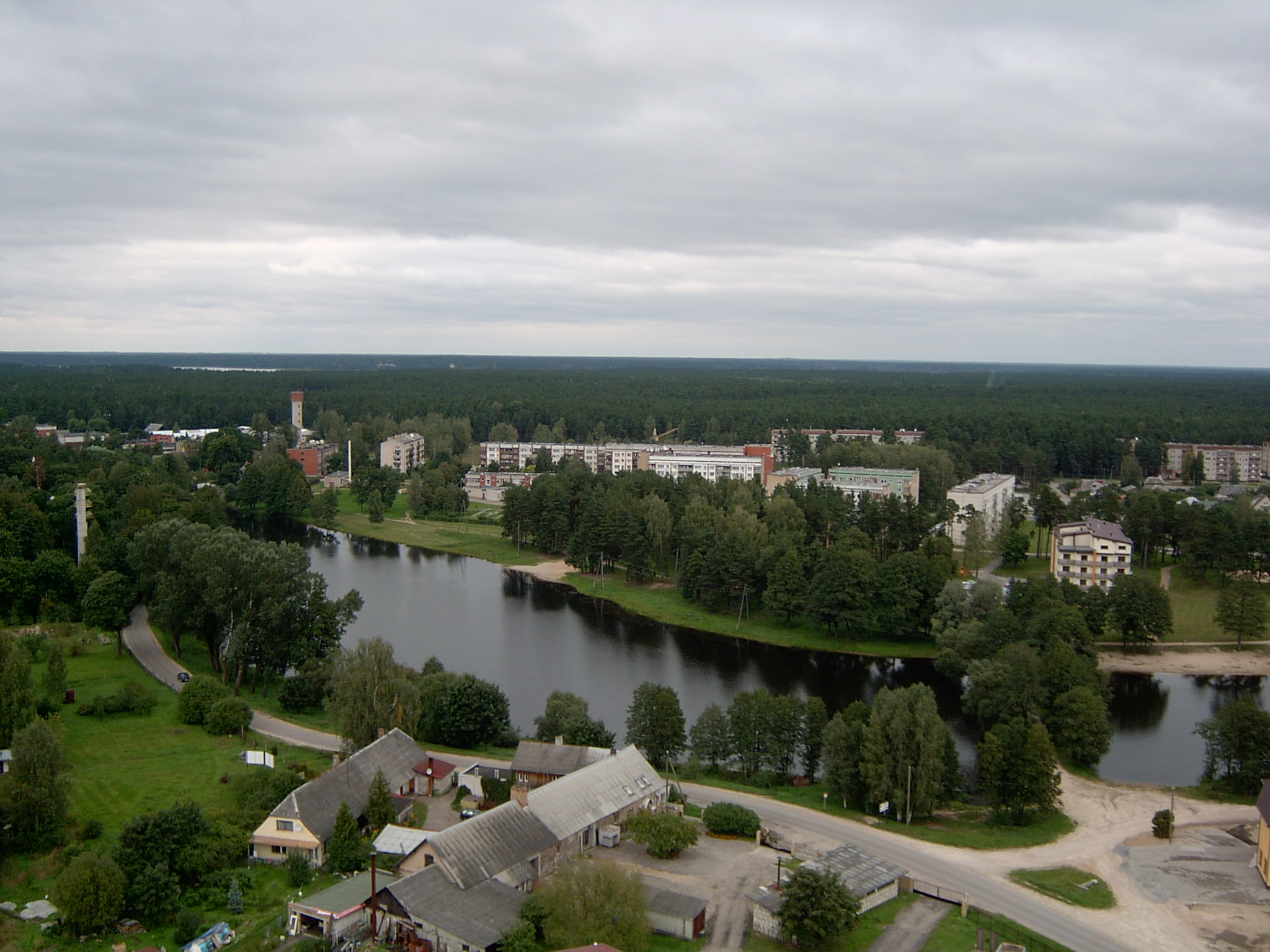
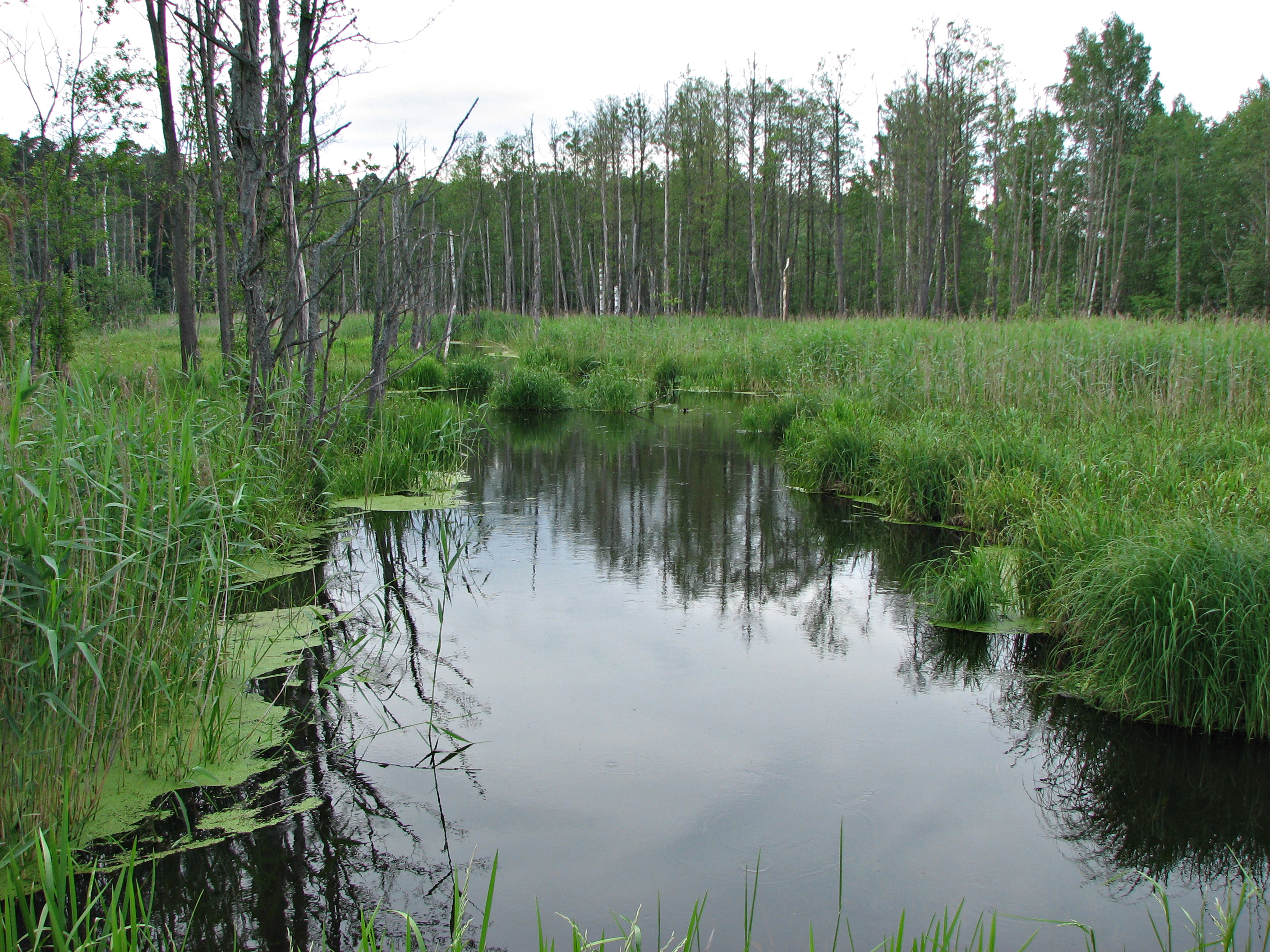
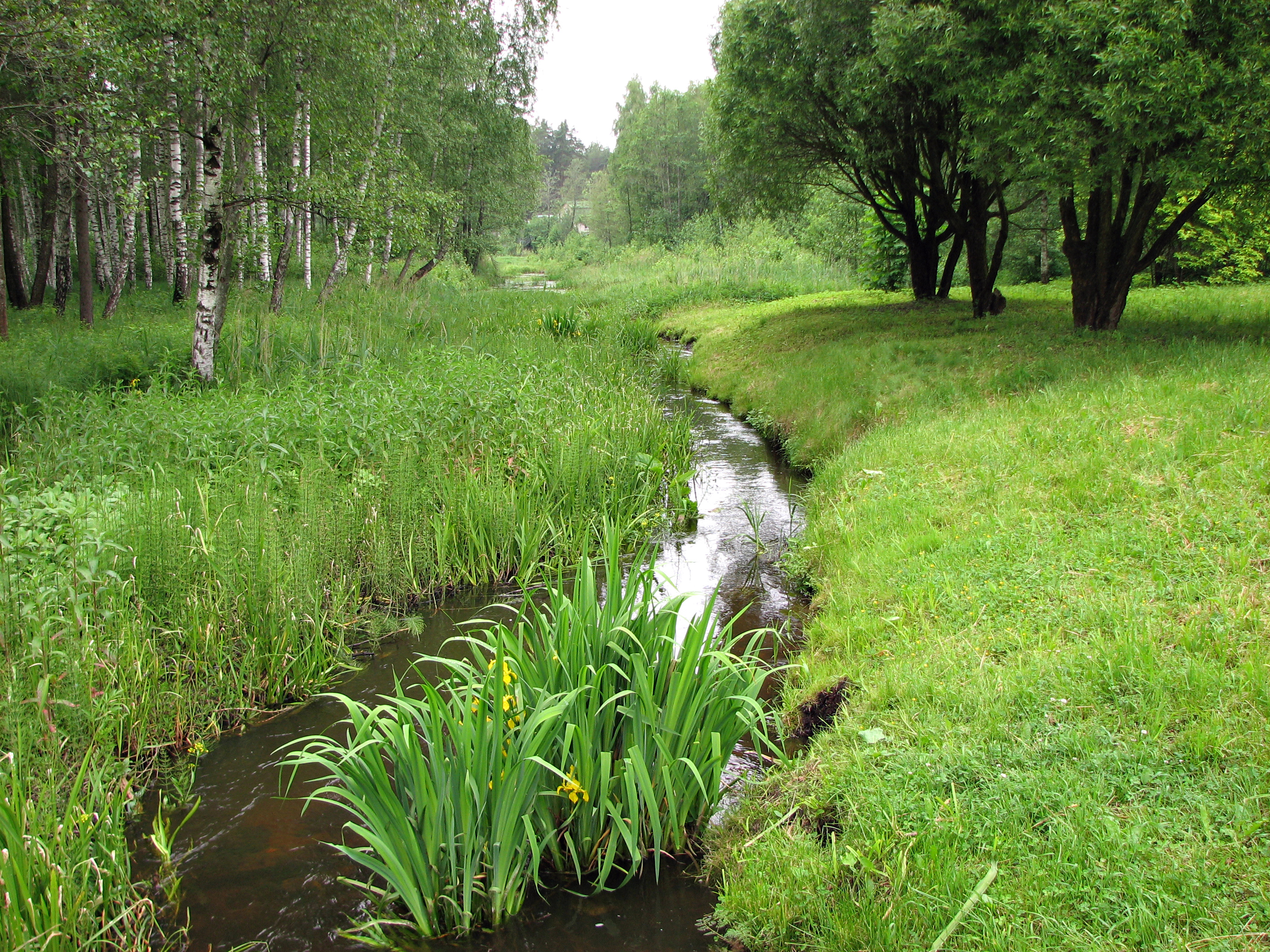